# Йоханныс I
Йоханныс I (геэз ዮሐንስ yōḥānnis, амх. yōhānnis), тронное имя A’ilaf Sagad (геэз አእላፍ ሰገድ a’ilāf sagad, «тот, перед кем склоняются десятки тысяч») — негус Эфиопии с 1667 по 1682 год, принадлежит к Соломоновой династии, четвёртый сын Фасиледэса.
Йоханныс был назначен нэгусе нэгест советом знатных сановников империи по настоянию блаттенгеты Мэлка-Крыстоса. Затем совет заточил остальных сыновей Фасиледэса на горе Уохни-Амба, продолжая возрождённый Фасиледэсом обычай.
По мнению Хантингфорда (G.W.B. Huntingford), Йоханныс провёл большую часть времени своего правления в походах, указав, что 6 из 11 воспроизведённых им походов были военными экспедициями. Три из них были против агау в Годжаме и Агаумэдэре, одна против оромо, и две карательные экспедиции в район около горы Ашгуагва — Ангот и Ласта — для подавления восстаний Фэрэса (в 1677) и За Марьяма (в 1679). Император Йоханныс скончался 19 июля и был похоронен в Тэда.

## Религия при Йоханнысе
Из-за острых религиозных разногласий, вызванных в Эфиопии католическими миссионерами в правление его деда Сусныйоса, Йоханныс поступил жёстко с европейцами. В 1669 году он отдал гыразмачу Микаэлу распоряжение об изгнании всех католиков, ещё остававшихся в Эфиопии: те, кто не принял веру эфиопской православной церкви, были изгнаны в Сеннар. Во время его правления были казнены шесть францисканцев, присланных папой Александром VII для обращения эфиопов в католическую веру там, где за 30 лет до этого потерпели неудачу иезуиты. Напротив, его расположением пользовались армяне, вера которых также относилась к миафизитству и гармонировала с эфиопской церковью. Среди них был некий Мурад, который совершил ряд дипломатических миссий для негуса. В 1679 году Йоханныс принял армянского епископа Йоханныса, привезшего реликвию Евстафия (Ewostatewos).
Растущий конфликт по поводу природы Христа настолько обострился, что в последний год своего правления Йоханныс созвал синод для решения спора. Монахи-евстафиане из Годжама отстаивали формулу «Через елеопомазание Бог Сын был единосущен Отцу», из-за которой они стали известны как кыбат («елеопомазание»), и которых поддержал собственный сын негуса Иясу. Против них выступали монахи Дэбрэ-Либаноса, которые в то время ещё были сторонниками традиционного миафизитства. Итог синода спорен: согласно Э. А. Баджу и У. Бланделлу (H. Weld Blundell), императора Йоханныса убедили осудить толк кыбат, что привело к попытке Иясу покинуть владения отца, но по мнению Д. Крамми (Crummey), Йоханныс мирволил к годжамской делегации по политическим причинам: в то время Годжам был важной провинцией. К этим решениям снова вернулись, когда Иясу стал негусом, на синоде, созванном им в 1686 году.